# Кузнецовське сільське поселення (Александрово-Заводський район)
Кузнецо́вське сільське поселення (рос. Кузнецовское сельское поселение) — сільське поселення у складі Александрово-Заводського району Забайкальського краю Росії.
Адміністративний центр та єдиний населений пункт — село Кузнецово.

## Населення
Населення сільського поселення становить 216 осіб (2019; 233 у 2010, 284 у 2002).